# Ivan Minaïev
Pour les articles homonymes, voir Minaïev.
Ivan Pavlovitch Minaïev, ou Minayeff (en russe : Иван Павлович Минаев ; 21 octobre 1840 - 13 juin 1890), est le premier indianiste russe. Il a eu notamment pour élèves Sergueï Oldenburg, Fiodor Chtcherbatskoï et Dmitri Koudriavski.
Élève du sinologue Vassili Vassiliev à l'Université de Saint-Pétersbourg, il s'est intéressé à la littérature de langue pali et est parti à l'étranger pour préparer un catalogue des manuscrits en pali du British Museum et de la Bibliothèque nationale de France (non-publié). Sa grammaire du pali en russe (1872) a été rapidement traduite en français (1874) et en anglais (1882). 
Son œuvre la plus importante, Bouddhisme : études et matériels (Буддизм. Исследования и материалы), a été publiée en 1887 à Saint-Pétersbourg.
« Minaïev est presque le premier orientaliste européen... à se rendre compte que l'étude du bouddhisme et du pāli était indispensable à la bonne compréhension de la société et de l'histoire de l'Inde antique. »
Membre de la Société géographique de Russie, il a fait des voyages en Inde et en Birmanie en 1874—1875, 1880 et 1885—1886. Ses journaux de voyages ont été publiés en anglais en 1958 et 1970.